# سیدی صافی
سیدی صافی (به عربی: سيدي الصافي) یک شهرداری در الجزایر است که در استان عین تموشنت واقع شده‌است. سیدی صافی ۶۵٫۵۲ کیلومتر مربع مساحت و ۷٬۷۸۲ نفر جمعیت دارد.